# Frantz
Frantz é um filme de drama franco-alemão de 2016 dirigido e co-escrito por François Ozon e estrelado por Paula Beer e Pierre Niney. É sobre uma jovem alemã cujo noivo foi morto na Primeira Guerra Mundial e o remorso do soldado francês que o matou. Foi selecionado para competir pelo Leão de Ouro no 73º Festival Internacional de Cinema de Veneza, onde Beer ganhou o Prêmio Marcello Mastroianni. No 42º César Awards, Frantz foi indicado em onze categorias, ganhando como Melhor Cinematografia.
Frantz é uma adaptação solta do filme de 1932 de Ernst Lubitsch, Não Matarás, que por sua vez foi baseado na peça francesa L'homme que j'ai tué de Maurice Rostand em 1930.

## Elenco
- Paula Beer como Anna
- Pierre Niney como Adrien
- Ernst Stötzner como  Doktor Hoffmeister
- Marie Gruber como Magda Hoffmeister
- Johann von Bülow como Kreutz
- Anton von Lucke como Frantz
- Cyrielle Clair como mãe de Adrien
- Alice de Lencquesaing como Fanny